# Lieu historique national Louis-S.-St-Laurent
Le Lieu historique national Louis-S.-St-Laurent est un lieu historique situé à Compton, en Estrie, au Québec, géré par Parcs Canada. Ouvert en 1982 et ce, durant la période estivale uniquement, le lieu historique présente le milieu natal de l'ancien premier ministre du Canada Louis St-Laurent. On y retrouve la maison familiale, l'ancien magasin général de son père, l’entrepôt, ainsi que plusieurs objets lui ayant appartenu, portant témoignage de l'époque a laquelle vécu l'ancien premier ministre.

Les expositions à l’intérieur de la maison et du magasin général, ainsi que le spectacle multimédia aménagé dans l’entrepôt ont été conçus par la firme montréalaise gsmprjct°.

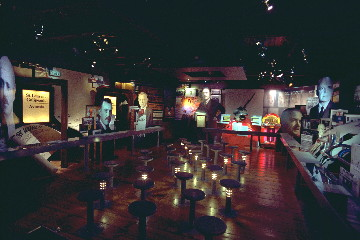
Le spectacle multimédia dans l'entrepôt du site

 La firme a conçu un spectacle multimédia dans un contexte d’exposition. Le spectacle fait usage de projections de diapositives et de film, d’enregistrements audio et de déplacements d’éclairages pour animer le décor, constitué d’objets, de photographies de personnages historiques, de documents et d’autres éléments graphiques, afin de raconter la vie de Louis St-Laurent. Les spectateurs, assis au centre, peuvent voir le spectacle se dérouler autour d’eux. Le spectacle multimédia et les expositions, ouvertes au public en 1982, sont toujours en vigueur en 2010.
Durant la période d'activité du lieu historique, des activités d'animation sont offertes à la disposition des touristes.